# Comuna Kîpeacika, Mîronivka
Kîpeacika (în ucraineană Кип`ячка) este o comună în raionul Mîronivka, regiunea Kiev, Ucraina, formată din satele Horobiivka, Kîpeacika (reședința) și Tarasivka.

## Demografie
Componența lingvistică a comunei Kîpeacika
     Ucraineană (95,92%)
     Rusă (3,77%)
     Alte limbi (0,31%)
Conform recensământului din 2001, majoritatea populației comunei Kîpeacika era vorbitoare de ucraineană (95,92%), existând în minoritate și vorbitori de rusă (3,77%).